# 1523 a tudományban
Az 1523. év a tudományban és a technikában.

## Építészet
- a westminsteri Szent Margit-templom építése

## Születések
- Gabriele Falloppio anatómus, orvos († 1562)